# U-503
U-503 — большая океанская немецкая подводная лодка типа IX-C, времён Второй мировой войны. 
Заказ на постройку лодки был отдан судостроительной компании «Дойче Верке» в Гамбурге 25 сентября 1939 года. Лодка была заложена 29 апреля 1940 года под строительным номером 293, спущена на воду 5 апреля 1941 года, 10 июля 1941 года под командованием капитан-лейтенанта Отто Герике вошла в состав 2-й флотилии и использовалась для обучения экипажа. 1 февраля 1942 года вошла в строй боевых кораблей 2-й флотилии. Лодка совершила 1 боевой поход, успехов не достигла. 15 марта 1942 года потоплена в северной Атлантике к юго-востоку от Ньюфаундленда в районе с координатами 45.50N, 48.50W глубинными бомбами американского самолёта типа «Hudson». Весь экипаж, в составе 51 человек, погиб. U-503 стала одной из первых немецких субмарин, потопленных американцами.